# Kejser Franz Joseph Fjord
Der Kejser Franz Joseph Fjord (grönländisch Kangerluk Kejser Fran(t)z Joseph) ist ein grönländischer Fjord im Nordost-Grönland-Nationalpark.

## Geografie
Der Fjord beginnt am Nordenskiöld Gletsjer und fließt nach Osten. Nach etwa 10 km fließt von Süden der Kjerulf Fjord zu. Nach 55 km fließt von Norden der Isfjord zu. Nach 65 km teilt sich nach Südosten hin der Antarctic-Sund ab, der südlich um Ymer Ø herumfließt und den Fjord mit dem südlich gelegenen Fjordsystem der Kong Oscar Fjords verbindet, während der Kejser Franz Joseph Fjord nach Nordosten hin nördlich um Ymer Ø herumfließt. Nach etwa 125 km fließen von Westen der Geologfjord und der deutlich breitere Nordfjord zu. Anschließend fließt der auf 12 bis 15 km verbreiterte Fjord zwischen Ymer Ø im Süden und Gauss Halvø im Norden ostwärts und mündet etwa 190 km hinter seinem Beginn in die Grönlandsee.

## Geschichte
Der Kejser Franz Joseph Fjord ist heute unbewohnt, aber an seiner Küste finden sich zahlreiche archäologische Spuren früherer menschlicher Besiedelung, vor allem aus der Thule-Kultur.
Der Kejser Franz Joseph Fjord wurde bei der Zweiten Deutschen Nordpolar-Expedition 1869/70 unter der Leitung von Carl Koldewey befahren und dabei nach dem damaligen österreichischen Kaiser Franz Joseph I. benannt, da dieser die Expedition mitfinanziert hatte. 2010 erhielt der Fjord einen offiziellen grönländischen Namen.